# Assaut de l'arsenal de Berlin
L'assaut de l'arsenal de Berlin du 14 juin 1848 est la principale émeute ayant lieu dans la capitale prussienne après les combats de barricades du 18 et 19 mars qui marquent le summum de la Révolution de mars en Prusse. L'arsenal est pillé, mais l'alliance de la milice et des militaires permet de récupérer les armes auprès des émeutiers durant la nuit. Cet assaut provoque la démission du gouvernement libéral Camphausen-Hansemann.

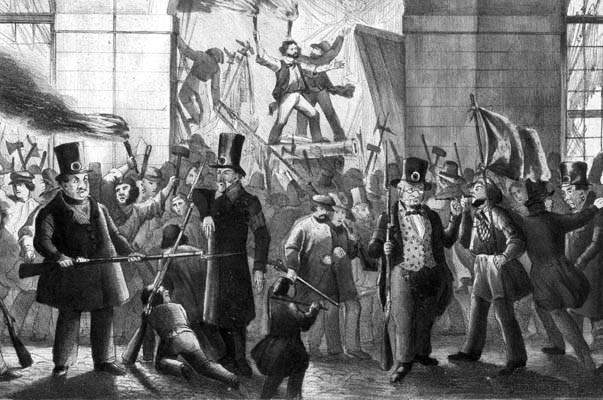
Caricature de l'époque : Heldenhafte Verteidigung des Zeughauses, la défense héroïque de l'arsenal

## Contexte
Dans le cadre de la révolution de mars, des combats de barricades ont lieu à Berlin le 18 et 19 mars 1848 entre les émeutiers et l'armée prussienne. Ces combats ont pour conséquence plusieurs centaines de morts et plus d'un millier de blessés, des deux côtés,,.
Le 8 juin, Julius Berends, un démocrate radical, demande devant l'assemblée nationale prussienne la reconnaissance officielle de la révolution. Autrement dit, que les révolutionnaires du 18 et 19 mars ont servi la patrie.

## Déroulement
L'arsenal de Berlin est le principal dépôt militaire de la ville. Dès le mois de mai, les révolutionnaires le considèrent comme le point de départ d'une possible contre-révolution. 
Le 14 juin, un orateur du nom d'Urban prononce un discours qui convainc les ouvriers qui l'écoutent qu'ils doivent réclamer le droit au port d'armes qui leur a été promis. Au début de la révolution, une milice est créée à Berlin. La majorité de la population, ne peut néanmoins pas en faire partie, les membres de la milice devant payer eux-mêmes leur armement. Cela fait de l'idée d'un assaut de l'arsenal une idée populaire pour permettre l'armement de la population.
Les émeutiers se présentent d'abord devant l'académie de chant de Berlin, le siège de l'assemblée nationale, mais sont repoussés par la milice au prix de deux morts et de plusieurs blessés côté révoltés. Ils se rendent ensuite à l'arsenal, afin de se procurer des armes. La garde ne parvient pas à repousser la vague des assaillants, qui entrent dans le bâtiment et le pillent. Ils ne s'emparent pas seulement d'armes, mais également de trophées de guerre ; ils détruisent aussi quelques étendards de régiments. L'alliance inattendue de la milice et des militaires permet cependant de récupérer la plupart des armes durant la nuit.

## Conséquences
L'assaut provoque tout d'abord la démission du président de la police berlinoise Julius von Minutoli sous pression de la cour royale. Le commandant de la milice Johann Ludwig Urban Blesson (de) est jugée responsable de la conduite honteuse de ses troupes durant les événements. Mais la principale conséquence est la démission du gouvernement libéral Camphausen-Hansemann.

## Alcoolisation de la milice durant la nuit
Le syndicaliste Stephan Born, qui en tant que membre de la milice est impliqué dans le désarment des manifestants, rapporte plus tard que de nombreux membres de la milice étaient alcoolisés durant la nuit. Il suppose que des partisans de la contre-révolution ont aidé à la fourniture de la boisson afin de discréditer la révolution. L'homme politique démocrate Jodocus Temme rejoint ces propos et prétend avoir des preuves de cette implication de la contre-révolution. Ces dernières ne sont toutefois pas connues des historiens modernes.